# Mont de Grange
Il Mont de Grange (2.432 m s.l.m.) è una montagna delle Prealpi dello Sciablese nelle Prealpi di Savoia. Si trova nel dipartimento francese dell'Alta Savoia.
Domina la Val d'Abondance tra Abondance, La Chapelle-d'Abondance e Châtel.